# Пам Харбор (Флорида)
Пам Харбор (енгл. Palm Harbor) насељено је место без административног статуса у америчкој савезној држави Флорида.

## Демографија
По попису из 2010. године број становника је 57.439, што је 1.809 (-3,1%) становника мање него 2000. године.
| Група             | 2000.          | 2010.          |
| Белци             | 55.198 (93,2%) | 51.091 (88,9%) |
| Афроамериканци    | 574 (1,0%)     | 1.157 (2,0%)   |
| Азијати           | 760 (1,3%)     | 922 (1,6%)     |
| Хиспаноамериканци | 2.047 (3,5%)   | 3.407 (5,9%)   |
| Укупно            | 59.248         | 57.439         |